# Lymfocyt homing receptor
Lymfocyt homing receptoren zijn adhesiemoleculen op de celmembraan van lymfocyten die interactie kunnen ondergaan met structuren op de celmembranen van endotheel cellen. Deze receptoren zijn onder andere betrokken bij de migratie van lymfocyten, uit de bloedbaan, de weefsels in. Migratie van lymfocyten in lymfeknopen is bijvoorbeeld afhankelijk van de homing receptor L-selectine, die gesulfateerde koolhydraten zoals CD34 en GlyCAM-1 kan herkennen. De meeste geactiveerde CD8+ T-lymfocyten stoppen met de expressie van L-selectine ten gunste van LFA-1, een receptor die bindt aan ICAM-1, en VLA-4. Combinaties van verschillende liganden voor lymfocyte homing receptoren kunnen specifieke lymfocyten aantrekken.
De binding van de homing receptoren is zodanig zwak dat de lymfocyt in staat is mee te rollen over het endotheel met de bloedstroom. Een sterker bindingssysteem, gemedieerd door integrinen, kan echter geactiveerd worden door de aanwezigheid van bepaalde chemokinen.